# Villogorgia flavescens
Villogorgia flavescens är en korallart som beskrevs av Nutting 1910. Villogorgia flavescens ingår i släktet Villogorgia och familjen Plexauridae. Inga underarter finns listade i Catalogue of Life.